# Championnat de Turquie de football 1989-1990
Navigation
Saison précédente Saison suivante
La saison 1989-1990 du Championnat de Turquie de football est la 32e édition de la première division turque, la 1. Turkiye Lig. Les 18 équipes sont regroupées au sein d'une poule unique, où chaque équipe affronte tous les adversaires de sa poule 2 fois, à domicile et à l'extérieur. Afin de passer de 18 à 16 clubs la saison prochaine, il y a 5 relégués en fin de saison pour 3 clubs promus de 2. Lig.
Besiktas JK termine en tête du championnat cette année. C'est le 8e titre de champion de son histoire. Besiktas réussit même le doublé en remportant la Coupe de Turquie en battant Trabzonspor en finale.

## Les 18 clubs participants
| - Galatasaray - Konyaspor - Adanaspor AS - Boluspor - Sakaryaspor - Bursaspor - Sariyer GK Istanbul - Adana Demirspor - Karşıyaka SK | - Fenerbahce SK - Besiktas JK - Ankaragücü - Samsunspor - Trabzonspor - Genclerbirligi - Promu de D2 - Malatyaspor - Altay Izmir - Zeytinburnu SK Istanbul - Promu de D2 |

## Compétition

### Classement
Le barème de points servant à établir le classement se décompose ainsi :
- Victoire : 3 points
- Match nul : 1 point
- Défaite : 0 point

| Rang | Équipe                      | Pts | J  | G  | N  | P  | Bp | Bc | Diff |
| ---- | --------------------------- | --- | -- | -- | -- | -- | -- | -- | ---- |
| 1.   | Beşiktaş JK (C)             | 75  | 34 | 23 | 6  | 5  | 77 | 20 | +57  |
| 2.   | Fenerbahçe SK (T)           | 70  | 34 | 22 | 4  | 8  | 70 | 38 | +32  |
| 3.   | Trabzonspor                 | 68  | 34 | 20 | 8  | 6  | 58 | 28 | +30  |
| 4.   | Galatasaray SK              | 63  | 34 | 19 | 6  | 9  | 59 | 26 | +33  |
| 5.   | Sariyer GK Istanbul         | 59  | 34 | 16 | 11 | 7  | 52 | 37 | +15  |
| 6.   | Bursaspor                   | 47  | 34 | 13 | 8  | 13 | 46 | 45 | +1   |
| 7.   | Konyaspor                   | 46  | 34 | 13 | 7  | 14 | 41 | 42 | -1   |
| 8.   | Karşıyaka SK                | 46  | 34 | 14 | 4  | 16 | 47 | 50 | -3   |
| 9.   | MKE Ankaragücü              | 46  | 34 | 13 | 7  | 14 | 32 | 42 | -10  |
| 10.  | Zeytinburnu SK Istanbul (P) | 45  | 34 | 13 | 6  | 15 | 39 | 39 | 0    |
| 11.  | Genclerbirligi (P)          | 45  | 34 | 11 | 12 | 11 | 50 | 51 | -1   |
| 12.  | Adanaspor AS                | 45  | 34 | 12 | 9  | 13 | 48 | 53 | -5   |
| 13.  | Boluspor                    | 45  | 34 | 11 | 12 | 11 | 32 | 39 | -7   |
| 14.  | Malatyaspor                 | 44  | 34 | 12 | 8  | 14 | 43 | 46 | -3   |
| 15.  | Altay Izmir                 | 35  | 34 | 9  | 8  | 17 | 46 | 58 | -12  |
| 16.  | Samsunspor                  | 27  | 34 | 7  | 6  | 21 | 24 | 50 | -26  |
| 17.  | Adana Demirspor             | 23  | 34 | 5  | 8  | 21 | 30 | 83 | -53  |
| 18.  | Sakaryaspor                 | 21  | 34 | 5  | 6  | 23 | 33 | 73 | -40  |

|  | Qualifié pour la Coupe des clubs champions 1990-1991 |
|  | Qualifié pour la Coupe des Coupes 1990-1991          |
|  | Qualifié pour la Coupe UEFA 1990-1991                |
|  | Relégation en 2. Lig                                 |

## Bilan de la saison
| Tableau d'Honneur                  |             |
| Compétition                        | Vainqueur   |
| Championnat de Turquie de football | Besiktas JK |
| Coupe de Turquie                   | Besiktas JK |

| Qualifications européennes                    |               |
| Coupe des clubs champions européens 1990-1991 | Qualifié      |
| Premier tour                                  | Besiktas JK   |
| Coupe des Coupes 1990-1991                    | Qualifié      |
| Premier tour                                  | Trabzonspor   |
| Coupe UEFA 1990-1991                          | Qualifié      |
| Premier tour                                  | Fenerbahce SK |

| Promotion et relégation |                                                                |
| Relégués en 2e division | Malatyaspor Altay Izmir Samsunspor Adana Demirspor Sakaryaspor |
| Promus en Super Lig     | Bakirköyspor Aydinspor Gaziantep SK                            |